# Городище (зупинний пункт)
Городище — пасажирський залізничний зупинний пункт Львівської дирекції Львівської залізниці розташований на одноколійній, неелектрифікованій лінії Львів — Ходорів.
Розташований у с. Городище Жидачівського району між станціями Бориничі та Ходорів.
На зупинному пункті зупиняються приміські поїзди.